# Pchilka Patera
La Pchilka Patera è una struttura geologica della superficie di Venere.